# Nicodème Anani Barrigah-Benissan

Erzbischofswappen von Nicodème Anani Barrigah-Benissan

Wappen von Nicodème Anani Barrigah-Benissan als Bischof von Atakpamé

Nicodème Anani Barrigah-Benissan (* 19. Mai 1963 in Ouagadougou; † 4. August 2024 in Lomé) war ein burkinisch-togoischer Geistlicher und römisch-katholischer Erzbischof von Lomé.

## Leben
Nicodème Anani Barrigah-Benissan wurde in Ouagadougou als Sohn togoischer Eltern geboren und dort am 26. Mai 1963 getauft. 1966 kehrte die Familie nach Togo zurück. Barrigah-Benissan besuchte von 1967 bis 1974 die École Catholique de Nyékonakpoè in Lomé und von 1974 bis 1981 das Kleine Seminar Saint Pie X in Agoènyivé. Er wurde am 14. Mai 1972 in der Pfarrkirche Immaculée Conception de Nyékonakpoè in Lomé gefirmt. Von 1981 bis 1987 studierte er Philosophie und Katholische Theologie am Priesterseminar Saint Gall in Ouidah in Benin. Am 8. August 1987 empfing er in der Kathedrale Notre-Dame de la Trinité in Atakpamé durch den Erzbischof von Lomé, Robert-Casimir Dosseh-Anyron, das Sakrament der Priesterweihe für das Erzbistum Lomé.
Nach der Priesterweihe war Barrigah-Benissan ein Jahr als Pfarrvikar an der Cathédrale du Sacré-Cœur de Lomé tätig. 1988 wurde er für weiterführende Studien an die Elfenbeinküste entsandt, wo er 1990 am Institut Catholique in Abidjan ein Lizenziat im Fach Katholische Theologie erlangte. Anschließend setzte er seine Studien am Päpstlichen Bibelinstitut in Rom fort und erwarb 1993 ein Lizenziat im Fach Biblische Exegese. Von 1993 bis 1997 setzte Barrigah-Benissan seine Ausbildung an der Päpstlichen Diplomatenakademie fort. Daneben wurde er 1997 an der Päpstlichen Universität Urbaniana in Rom mit der Arbeit La diplomatie pontificale au service de la liberté de religion („Die Päpstliche Diplomatie im Dienst der Religionsfreiheit“) im Fach Kanonisches Recht promoviert. Barrigah-Benissan trat 1997 in den diplomatischen Dienst des Heiligen Stuhls ein. Er wirkte als Nuntiatursekretär in Ruanda (1997–2000) und in El Salvador (2000–2003), bevor er Nuntiatursekretär und später schließlich Nuntiaturrat in der Elfenbeinküste wurde. Ab dem 19. März 2007 fungierte er als Nuntiaturrat in Israel.
Am 9. Januar 2008 ernannte ihn Papst Benedikt XVI. zum Bischof von Atakpamé. Der Erzbischof von Cape Coast, Peter Kardinal Turkson, spendete ihm am 9. März desselben Jahres vor der Kathedrale Notre-Dame de la Trinité in Atakpamé die Bischofsweihe; Mitkonsekratoren waren der emeritierte Erzbischof von Lomé, Philippe Fanoko Kossi Kpodzro, und der emeritierte Bischof von Atakpamé, Julien Mawule Kouto.
Papst Franziskus bestellte ihn am 23. November 2019 zum Erzbischof von Lomé. Die Amtseinführung erfolgte am 11. Januar 2020. Zudem leitete Barrigah-Benissan das vakante Bistum Atakpamé bis zur Amtseinführung seines Nachfolgers am 7. Januar 2023 als Apostolischer Administrator.
In der Bischofskonferenz von Togo leitete Barrigah-Benissan zusätzlich die Kommission für Gerechtigkeit und Frieden. Ferner war er für das Laienapostolat zuständig.
Barrigah-Benissan starb im August 2024 im Hôpital Dogta-Lafiè in Lomé an den Folgen einer Krebserkrankung.